# Federico Sal y Rosas
Federico Sal y Rosas González (Huaraz, 18 de julio de 1900 - Lima, 21 de octubre de 1974) fue un médico, psiquiatra, investigador y educador peruano. Fue miembro fundador en 1954 de la Asociación Psiquiátrica Peruana y su primer presidente. Es reconocido por haber iniciado desde su especialidad las investigaciones y documentado las prácticas de la medicina tradicional andina en Perú.

## Biografía
Sal y Rosas nació el 18 de julio de 1900 en la ciudad de Huaraz. Viajó a Lima e inició sus estudios en la Facultad de Medicina «San Fernando» de la Universidad Nacional Mayor de San Marcos graduándose como bachiller en 1934 con una tesis sobre la uta. Se graduó en 1942 como doctor en Medicina por la misma universidad con una tesis sobre la epilepsia, tema que continuó investigando en años posteriores.

## Obra seleccionada
- 1957. El mito del Jani o Susto de la medicina indígena del Perú. Asociación psiquiátrica peruana,.
- 1961. «Modos de curanderismo en el Perú». En Neurología-Neurocirugía-Psiquiatría vol. 2, 65-71 (México). ISSN: 0028-3851.
- 1964. «La concepción mágica de la epilepsia en los indígenas peruanos». Revista de Psiquiatría y Psicología Médica de Europa y América Latina 13: 109-131.
- 1970. «Observaciones en el folklore psiquiátrico del Perú». Actas y Memorias del XXXIX Congreso Intern. de América (Lima: Instituto de Estudios Peruanos) 6: 249-262.